# 以星綜合航運
以星綜合航運股份有限公司（英語：Zim Integrated Shipping Services Ltd.，希伯来语：צים）是一家總部位於以色列海法的海運企業，在2021年於紐約證券交易所上市。企業創立於1945年，現時為全球20大航運商之一。

## 歷史

### 20世紀

#### 1940年代

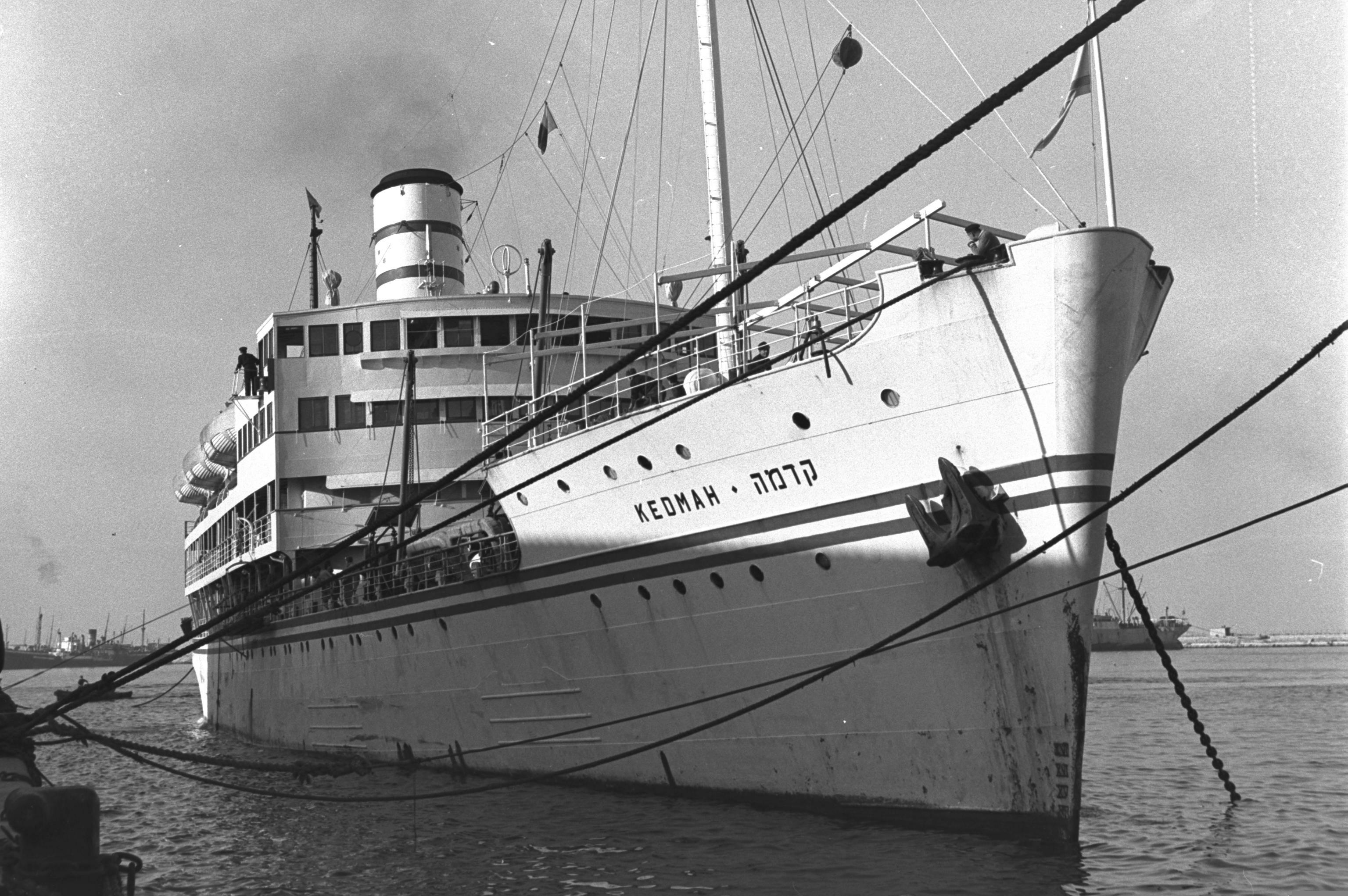
以星公司擁有的第一艘輪船——「SS克德瑪」號

以星綜合航運公司在1945年6月7日成立，最初名為「以星以色列地中海遊輪有限公司」，由以色列猶太事務局、以色列海事聯盟和新總工會合作創立。1947年，公司與英國倫敦的船舶經紀公司及海上保險企業「哈里斯和迪克森有限公司」合作購買了第一艘船，這艘船經過翻新後命名為「SS克德瑪」號，並在1947年夏天開始為日後的以色列提供服務。1948年以色列建國後，公司更名為「以星以色列航運有限公司」。公司在早期的主要任務是運送數十萬移民到新興國家。公司亦在此期間繼續購買更多船隻，其中就包括「SS內格巴」號、「SS阿爾察」號和「SS加利拉」，亦有一些在以色列建國前用於移民組織B的船隻被英國托管地沒收，後來加入了公司的船隊。在1947至1949年的第一次以阿戰爭期間，以星公司是與以色列國的唯一的海上聯繫，負責運送食品、貨物和軍事裝備。

#### 1950年代
1953年，以色列與西德之間的賠償協議的部分資金被用於購買和建造新船，其中購買的船隻便有「SS卑爾根峽灣」號（加入公司後改名為「SS耶路撒冷」號），航行於以色列至紐約的航線；另一艘用賠償金購買的船是「SS狄奧多·赫茨爾」號。公司在1955和1956年分別接收首批9,800噸的客貨兩用船「SS以色列」號和「SS錫安」（後稱為「SS海豚四」號）。1957年，公司接收了兩艘10,000噸的姊妹船「SS耶路撒冷」和「SS狄奧多·赫茨爾」，隨後在1961年交付了較小的7,800噸「SS莫萊代特」號，船隻採用全旅遊艙佈局，主要服務前往聖地的美國遊客。1957年，以星公司應加納政府邀請，協助建立和管理國家航運公司「黑星航運」，以星公司持有40%股份，主要營運西非的貨運服務。1959年，以星公司與緬甸政府成立類似的合資企業「緬甸五星航運公司」。

## 貨櫃船船隊

### 薩米·奧弗級貨櫃船

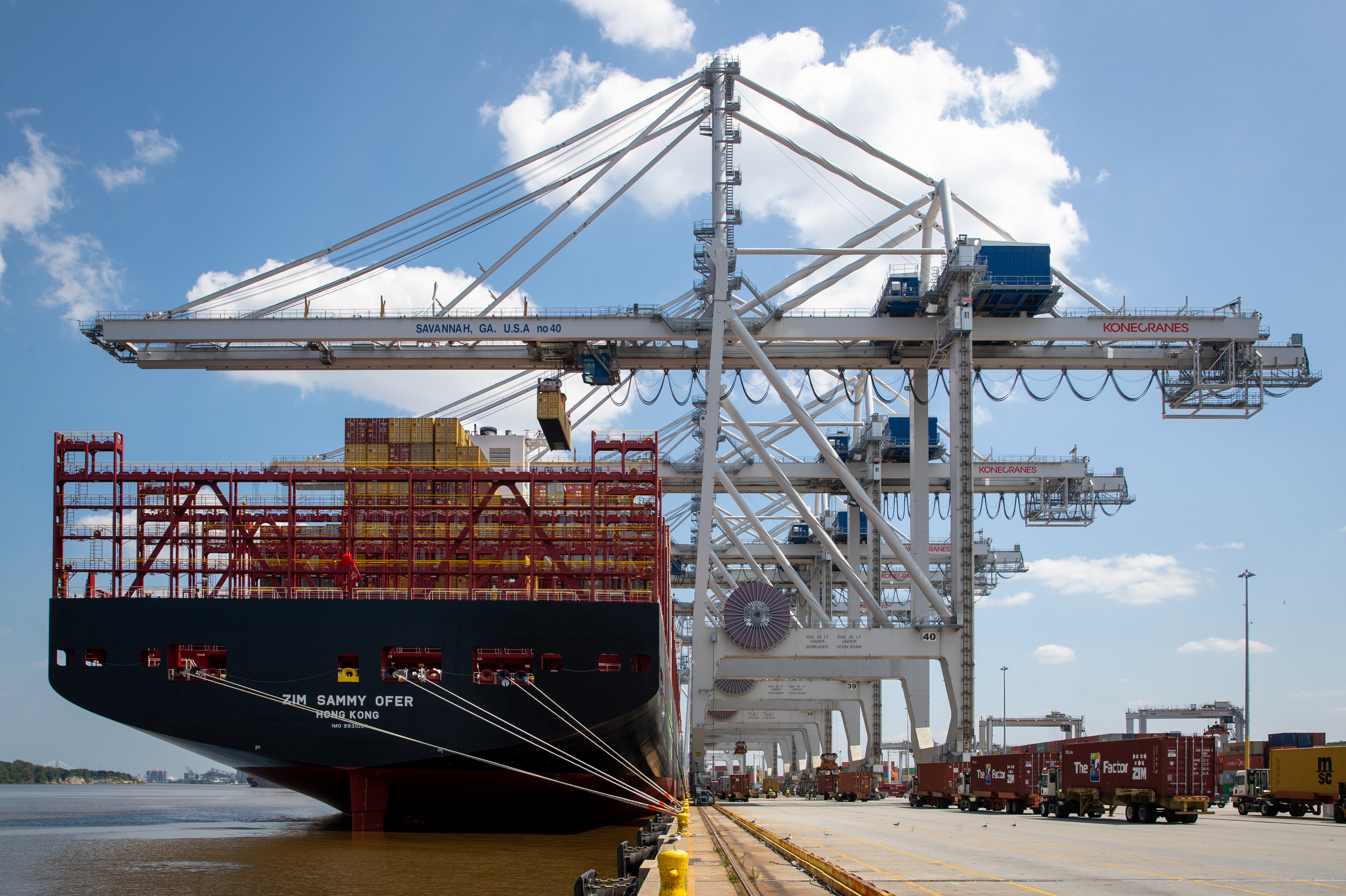
在美國薩凡納港進行裝卸作業中的「以星薩米·奧弗」號貨櫃船

#### 訂單
2021年2月，以星航運決定租賃船東西斯本公司向韓國三星重工訂造的十艘15,000標箱貨櫃船，租期為12年，租船合同的價格高達18億美元。這批新船將會採用液化天然氣這種新興的潔淨能源作為主要燃料。同時，船隻將搭載三星重工最新研發的燃料節約和智能船舶解決方案「SVESSEL」，相比起上一代採用傳統燃料的船隻更能對環境友善，亦能提高船舶營運的效率。
以星航運決定將這系列船隻的旗艦以以色列著名富商「塞米·奧佛爾」（英語：Sammy Ofer）命名，其餘九艘姊妹船則以世界各地不同的著名山峰命名，分別為埃佛勒斯峰、白朗峰、迪那利山、雷尼爾山、吉力馬札羅山、富士山、奧林匹斯山、厄爾布魯士山和文森山。船隻全長366米，寬51米，船艙深度為30米，吃水16.1米，最大的載櫃量約為15,000個貨櫃。在船體設計方面，則採用劍形船艏和大型貨櫃船會採用的雙島型設計，以保持適當的航行和載貨效能。

#### 船隻列表
| 船名                  | 中文船名         | 造船編號 | IMO編號 | 安放龍骨日期   | 下水日期       | 交付日期       | 狀態   | 參考資料 |
| --------------------- | ---------------- | -------- | ------- | -------------- | -------------- | -------------- | ------ | -------- |
| ZIM Sammy Ofer        | 以星薩米·奧弗    | SN2434   | 9931109 | 2022年7月19日  | 2022年10月15日 | 2023年2月24日  | 服役中 | [ 1 ]    |
| ZIM Mount Everest     | 以星埃佛勒斯峰   | SN2435   | 9931109 | 2022年9月13日  | 2022年12月11日 | 2023年4月17日  | 服役中 | [ 2 ]    |
| ZIM Mount Blanc       | 以星白朗峰       | SN2436   | 9931111 | 2022年10月17日 | 2023年1月20日  | 2023年5月25日  | 服役中 | [ 3 ]    |
| ZIM Mount Denali      | 以星迪那利山     | SN2437   | 9931123 | 2022年12月12日 | 2023年2月25日  | 2023年6月26日  | 服役中 | [ 4 ]    |
| ZIM Mount Rainer      | 以星雷尼爾山     | SN2438   | 9931135 | 2023年3月15日  | 2023年5月20日  | 2023年8月30日  | 服役中 | [ 5 ]    |
| ZIM Mount Kilimanjaro | 以星吉力馬札羅山 | SN2444   | 9932490 | 2023年6月23日  | 2023年7月28日  | 2023年10月27日 | 服役中 | [ 6 ]    |
| ZIM Mount Fuji        | 以星富士山       | SN2446   | 9932517 | 2023年6月29日  | 2023年9月17日  | 2023年12月22日 | 服役中 | [ 7 ]    |
| ZIM Mount Olympus     | 以星奧林匹斯山   | SN2445   | 9932505 | 2023年8月14日  | 2023年11月4日  | 2024年2月1日   | 服役中 | [ 8 ]    |
| ZIM Mount Elbrus      | 以星厄爾布魯士山 | SN2447   | 9932529 | 2023年9月18日  | 2023年11月19日 | 2024年2月22日  | 服役中 | [ 9 ]    |
| ZIM Mount Vinson      | 以星文森山       | SN2448   | 9932531 | 2023年11月7日  | 2023年12月27日 | 2024年4月3日   | 服役中 | [ 10 ]   |

## 關連項目

### 其他航運商
- 馬士基航運
- 達飛海運集團
- 海洋網聯船務

## 外部連結
- 官方網頁